# 富田事变
富田事变，是因為AB團肅反，造成中国工农红军红二十军于1930年底在江西富田发动的一次兵变，是中國红军历史上第一次大规模兵变。
事件結束後，於1932年由中共中央蘇區中央局代理書記毛澤東下令，由彭德懷、林彪執行，以開會為由進行誘殺，將第二十軍完全剿滅。第二十軍副排長以上軍官只有兩名存活，軍隊成員死傷不明，部隊番號取消。這是中國共產黨黨史上首次由中共中央發動，殲滅一個正規編制共产党部隊的肅反事件。
1980年，因應中國人民解放軍將領的要求，在胡耀邦指示下，對這個事件進行重新調查。調查報告認為這個事件中的成員大部份為無罪，主張全面平反。在1989年天安門事件後，中共中央擱置報告，尚未進行正式平反。

## 背景
1930年8月5日，赣西南特委第二次全体委员会议（史称“二全会议”）召开，在上海出席了全国苏维埃代表大会的李文林在会上传达了“立三路线”，刘士奇遭到了猛烈批判并被撤销特委书记兼红二十军政委、开除了党籍。会议改组特委常委会，李文林任特委常委。1930年10月4日，参与指挥赣西工农群众，配合红一军团攻下吉安城。任新成立的江西省苏维埃政府委员，中共江西省行动委员会书记。10月5日红二十军主要领导发生变动：军长由赣西南特委的刘铁超担任，曾炳春由军长改任政委，参谋长由原红二十二军参谋长钟效蔚调任，政治部主任谢汉昌留任。10月25日，在新余县罗坊召开红一方面军总前委和中共江西省行委联席会议。会议通过《目前政治形势与一方面军及江西党的任务》决议案，毛泽东提议并通过了放弃攻打南昌、九江的行动，实行“诱敌深人”作战方针，红军退入根据地。李文林反对“诱敌深入”，主张在南浔路、九江一带与敌人速战，说“省行委是根据中央正确指示工作的”。
1930年下半年，中国共产党在内部发动反AB团的肃反运动，大量杀害党内工作人员。当年11月1日，由于国民革命军对中央苏区展开第一次围剿，苏区军事领导人毛泽东、朱德等率红一方面军赴前线作战，而将对江西苏维埃政府驻地富田的肃反工作于12月委托红一方面军总政治部秘书长、肃反委员会主任李韶九主持。一般中共黨員對李韶九評價不高，黃克誠的好友何篤才曾指出：“李韶九这个人，品质很坏，就是因为会顺从，骗取了信任，因而受到重用，被赋予很大的权力。”
12月5日，在李韶九的指示下，大批红二十军领导被捕，12月8日，毛泽东、朱德等又派古柏前来协助肃反工作。在数天之内，红二十军和富田当地苏区特委、行动委员会即有120余人被捕，17人被处决。

## 经过
12月12日上午，红二十军第174团1营在团长刘敌率领下发动兵变，逮捕军长刘铁超，释放被捕的政治部主任谢汉昌。下午，红二十军攻占富田城，释放所有被捕人员，将包括李韶九在内的中共人员全部逮捕，仅古柏和江西省苏维埃政府主席曾山逃走。
12月13日，红二十军在谢汉昌、刘敌率领下渡过赣江，宣布脱离红一方面军，12月15日，原被捕的中共江西省委领导段良弼、李伯芳等人宣布自行成立省委，并指责肃反是毛泽东的密谋，致信朱德、彭德怀、黄公略等人，要求他们立即逮捕毛泽东。红二十军还派段良弼前往上海，希望能获得当时中共实际最高领导人李立三的认可，但段在上海失踪。
12月17日，彭德怀率红三军团前往平叛，12月20日，红二十军派人向彭德怀送去一封据称是毛泽东所写的密信，信中毛指示古柏对朱德、彭德怀等进行诬陷。12月21日，彭判断此信系伪造，率红三军团发表声明，支持毛泽东，不久朱德等也加入声明。后陈毅前往红二十军驻地永新进行调解，红二十军释放了李韶九等人。
1931年1月15日，中共苏区中央局正式成立，由周恩来、毛泽东、项英、任弼时、朱德等组成，周恩来为书记，项英任代理书记，实际掌握权力。项英将富田事变定性为内部斗争，“责成曾炳春同志亲自到河西永新苏区去把二十军带过河东来，并随带中央局的指示，通知赣西南特委负责人和参加富田事变的领导人过江来苏区中央局开会”。将段良弼、李白芳、谢汉昌、刘敌等人开除党籍，其余人员免予追究。
当时王明已夺取了中共领导权，由于红二十军的领导均表示支持失势的李立三，因而在3月28日，王明派出任弼时、王稼祥、顾作霖三人前往中央苏区，宣布富田事变是“反革命暴动”。
4月17日，主张同红二十军谈判的项英被解除中共苏区中央局代理书记职务，毛泽东代之，不久毛泽东又成为中革军委负责人，成为当时红军最高领导人。4月18日，红二十军兵变领导人在前来参加原定的谈判时被全部逮捕，不久即被全部处决。

## 后果
7月，红二十军被调至江西南部平头寨，被彭德怀和林彪率部包围缴械，包括军长肖大鹏、政委曾炳春在内的700余名副排长以上领导被全部处决，仅谢象晃和刘守英两人逃脱。部隊成員的死傷不明，事後红二十军番号被取消，残部并入红七军。在富田事变之后，各地的反AB团运动被掀起新高潮，审讯的手法也变本加厉，“捆着双手吊起，人身悬空，用牛尾竹扫子去打，如仍坚持不供的，则用香火或洋油烧身，甚至有用洋钉将手钉在桌上，用篾片插入指甲内。”一时间整个江西蘇區人人自危，许多地区的中共机关中百分之八、九十的人员都成了“AB团分子”。

## 平反
1931年1月16日，项英发出《苏区中央局通告第二号——对富田事变的决议》，项英声称富田事变不是AB团领导的反革命暴动，而是“无原则的派别斗争”。项英开除了毛泽东的手下李韶九的党籍，以息众怒。
由于镇压富田事变的直接负责人是毛泽东，毛在1945年中共七大的讲话中曾提到：“肃反，走了极痛苦的道路。反革命应当反对，党没成熟时，在这个问题上走了弯路，犯了错误。”1956年9月10日，毛在中共八大预备会议第二次全体会议上谈及江西苏区肃AB团运动说：“肃反时我犯了错误，第一次肃反肃错了人。”但毛从未就自己与「肃AB团」的关系问题作过详细的解释和「自我批评」，「肃AB团」一直被肯定，富田事变也被作为「反革命暴动」的铁案，长期不得平反。直到1980年，在蕭克等原红军将领的呼吁下，中共领导人胡耀邦才指示要重新调查富田事变。
1987年初，中共中央总书记胡耀邦被迫辞职，调查工作一度停止。1988年，在国家主席杨尚昆的批示下，调查工作重新展開。调查组在1989年初写出了《关于富田事变的调查报告》，要求对富田事件全面平反。不久六四天安门事件爆发，此报告遂无下文。
目前，中国共产党承认当年的反AB团运动中绝大多数被处决者是无辜的受害者，所谓的AB团并不存在，王明应对此运动负主要责任，但是并未直接对富田事变加以平反。

### 出处
1. ↑  王健英著. . 北京：解放军出版社. 1988.11: 249. ISBN 7-5065-0446-4.
2. ↑  《江西省志人物志》编纂委员会编. . 北京：方志出版社. 2007.12: 466–467. ISBN 978-7-80238-228-2.
3. ↑  《黄克诚自述》101页，人民出版社1994年10月第1版。
4. ↑  《中央局通告第二号——对富田事变的决议》
5. ↑  《江西苏区中共省委工作总结报告》，1932年1月。
6. ↑  中共中央党史研究室一室：《<中国共产党历史（上卷）>若干问题说明》（北京：中共党史出版社，1991），页121。
7. ↑  . 1991年第3期: 第7页.
8. ↑  高華：《对「肃AB团」事件的历史考察》

### 书目
- 高華. .
- 戴向青、罗惠兰. . 河南人民出版社. 1994年6月.
- 鄭學稼. .